# Globidens
Globidens ("dentes do globo") é um gênero extinto de escamado marinho mosassaurídeo classificado como parte da tribo Globidensini na subfamília Mosasaurinae. Globidens alabamaensis foi a primeira espécie de Globidens descrita, em publicação de Charles W. Gilmore (1912). É usado como espécie-tipo para Globidens.
Globidens pertence à família Mosasauridae, que consiste em vários gêneros de predadores escamados marinhos  de vários tamanhos que prevaleceram durante o Cretáceo Superior Espécimes de Globidens foram descobertos na Síria, América do Norte, Marrocos e Angola. Entre os mosassauros, o Globidens é provavelmente mais conhecido pelos dentes altamente arredondados e em forma de globo que lhe dão o nome.